# بها
بها (به انگلیسی: Biha) یک منطقهٔ مسکونی در پاکستان است که در خیبر پختونخوا واقع شده‌است.